# 플래닛매스

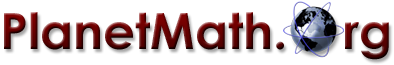
플래닛매스 로고.

플래닛매스(PlanetMath.org)는 무료 협업 온라인 수학백과사전이다. 특히 엄격성, 개방성, 교육 , 실시간 콘텐츠를 지향한다.
상호 연결된 콘텐츠 및 다양한 수학에대한 관심사를 가진 약 24,000 명의 커뮤니티에 중점을 두고있다. 수학과 관련한 포괄적인 프로젝트로 현재 이 프로젝트는 워털루 대학교(University of Waterloo)에서 주관하고 있다. 이 사이트는 미국에 본사를 둔 비영리법인 "PlanetMath.org, Ltd"가 소유하고 있다.
플래닛매스(PlanetMath)는 볼프람 리서치(Wolfram research) 회사와 직원(MathWorld의 저자)인  에릭 웨이스타인(Eric Weisstein)에 대한 CRC출판사의 소송의 결과로 대중적인 무료 온라인 수학 백과 사전 매스월드(MathWorld)가 법원 명령에 따라 일시적으로 서비스가 제한되었을 때 시작되었다.
플래닛매스(PlanetMath.org)의 주요 초점은 백과 사전 항목과 포럼 토론이다. 또한, 이 프로젝트는 책, 박람회 및 연구 수준 (꼭 출판할 필요는 없음)에 관한 데이터를 제공하고있다. 사용자들 사이에 준 사설 메시징 시스템도 마련되어 있다.

## 기술적인 사항
플래닛매스 컨텐츠는 카피 레프트 크리에이티브 커먼즈 라이센스(Creative Commons Attribution)에 따라 라이센스가 부여된다. 모든 내용은 수학 조판과 높은 출력의 기술적 요구를 지원해야하기 때문에 수학자들 사이에서 인기가있는 조판 시스템인 라텍스(LaTeX)로 작성된다.
플래닛매스를 실행하는 소프트웨어는 펄(Perl)로 작성되었으며 리눅스(Linux) 및 웹 서버 아파치(Apache)에서 실행된다. 그것은 누스피어(Noosphere)로 알려져 있으며 무료 BSD 라이센스 하에 배포되었다. 2013년3월13일 현재 플래닛매스는 누스피어를 대체하는 플래닛(Planet)이라는 소프트웨어를 실행하고있다. 현재 플래닛매스는 드루팔(Drupal)로 구현되었다.

## 라이선스
라이선스는 크리에이티브 커먼즈 라이센스 BY(저작자표시),SA(동일조건변경허락)이다.

## 관련 프로젝트
2005년에 시작된 플래닛피직스(PlanetPhysics)는 백과사전적 내용의 물리, 수학 및 수학 물리와 관련된 서지 자료를 개발한다.  또한 컴퓨터와 오토마타의 논리적, 범주적, 존재론적, 수학적 기초와 함께 전산 물리학과 인공 지능(AI)을 포함하는 플래닛컴퓨팅(PlanetComputing) 프로젝트가 구상된바 있다.

## 같이 보기
- 매스월드

## 참고
- (공식사이트)http://planetmath.org